# Tour du Père-Labat
La tour du Père-Labat est un édifice défensif d'une batterie côtière, situé à la jonction des communes de Baillif et de Basse-Terre, dans le département de la Guadeloupe aux Antilles françaises. Construite en 1703 pour défendre la partie nord de la ville de Basse-Terre, elle est inscrite aux monuments historiques depuis 1979.

## Description
La tour est haute de plus de 4 mètres, large de 13 mètres, les murs — en pierres et en mortier de sable — sont épais de 2 mètres. Elle abritait une pièce à feu et une douzaine d'hommes pouvaient s'y tenir. Les fortifications n'ont pas fonctionné car les Anglais prirent Baillif en 1703.
De nos jours, elle est située en bordure de la route nationale 2 reliant Basse-Terre à Pointe-Noire le long de la côte-sous-le-vent.

## Historique
La tour est édifiée au début de l'année 1703, sur demande du gouverneur Auger pour protéger le sud le l'île des attaques anglaises, à la pointe de Pères au nord de la ville de Basse-Terre près de la rivière des Pères. Elle doit son nom au militaire et missionnaire dominicain Jean-Baptiste Labat (1663-1738), qui avait participé à la fondation d'une mission religieuse sur le site dit des « Pères-Blancs », et pris la direction de la construction des tours de défense de l'île.
Le 22 janvier 1979, la tour est inscrite au titre des monuments historiques.

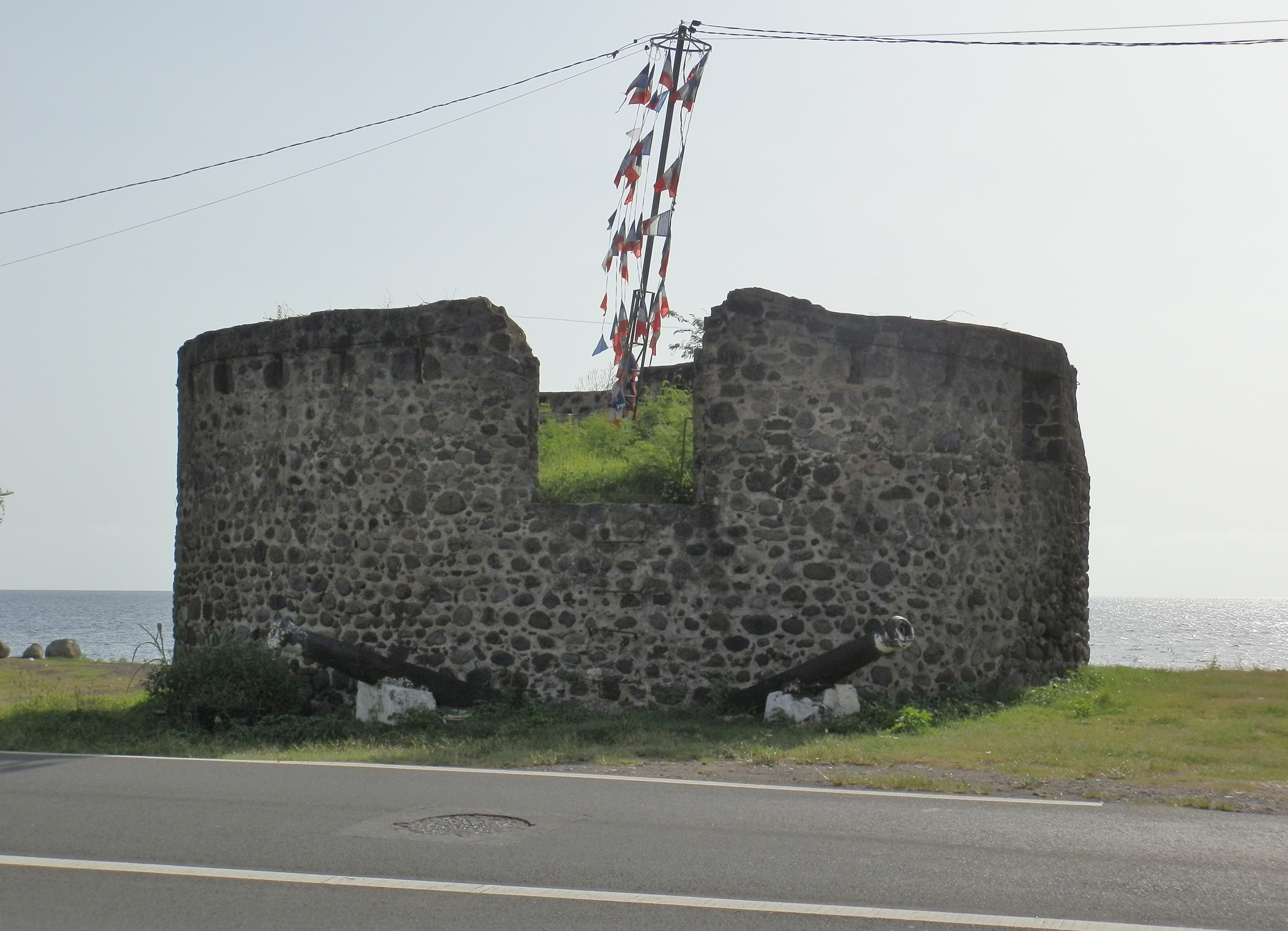
La Tour du Père-Labat en 2012
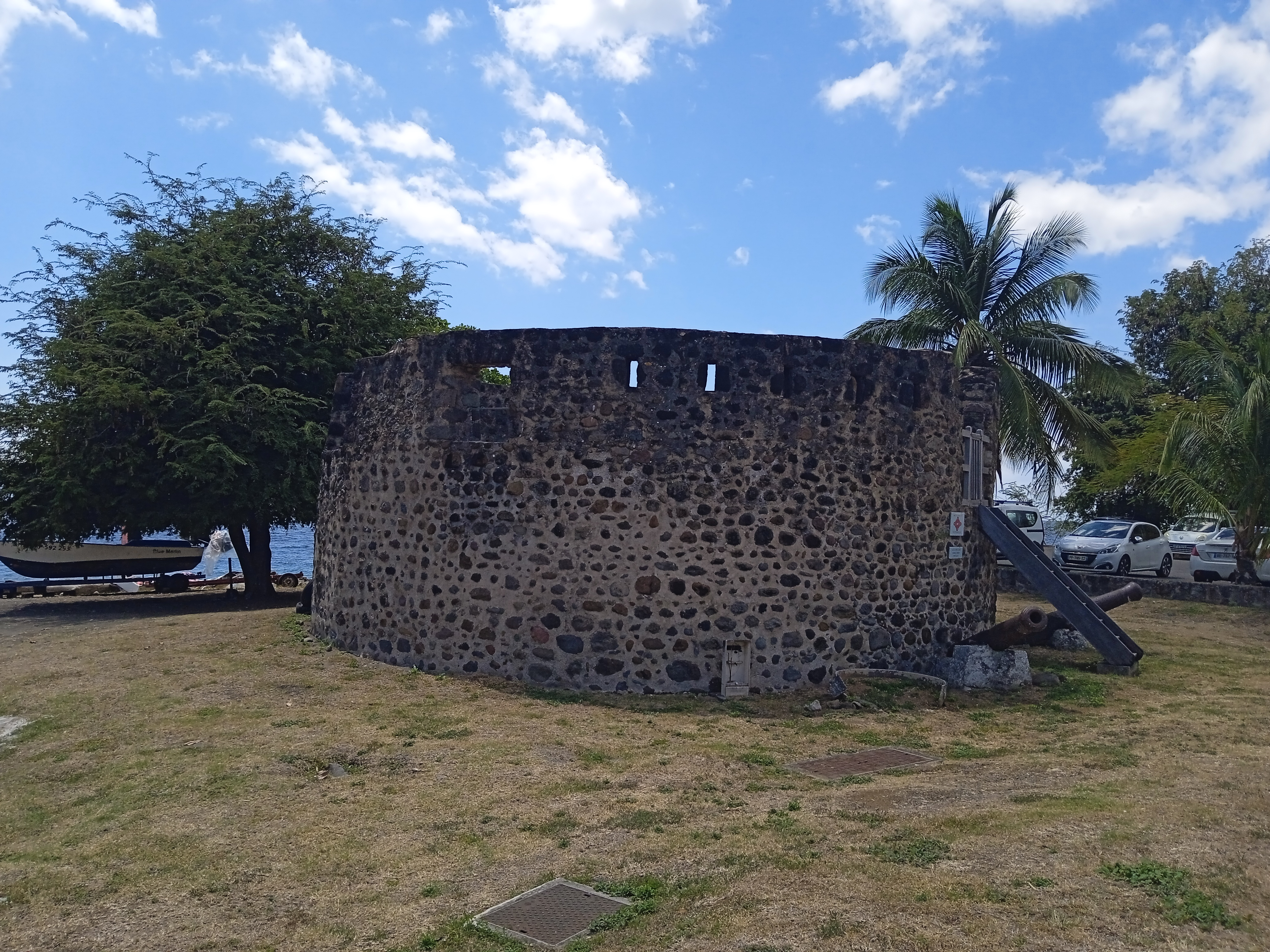
La Tour du Père-Labat en avril 2024